# Association russe des écrivains prolétariens

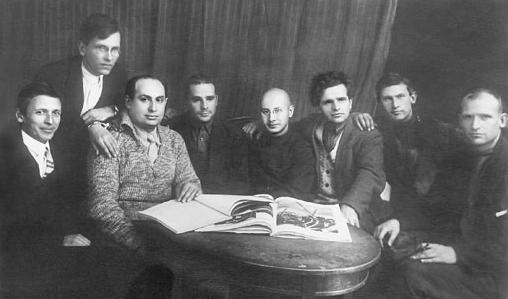
Direction de la RAPP à la fin des années 1920 (de gauche à droite) :, Mikhaïl Louzguine, Béla Illés, Vladimir Kirchon, Leopold Averbakh,, Alexandre Fadeïev,.

L'Association russe des écrivains prolétariens (Росси́йская ассоциа́ция пролета́рских писа́телей), en abrégé RAPP (РАПП), est une association littéraire active dans l'URSS de l'époque post-révolutionnaire.

## Historique
La RAPP a été formée en 1925, à la 1re conférence pansoviétique des écrivains prolétariens. Son secrétaire général est Leopold Averbach et les membres les plus actifs sont les écrivains Dmitri Fourmanov, Iouri Libedinski, Vladimir Kirchon, Alexandre Fadeïev, Vladimir Stavski, et le critique Vladimir Iermilov (ru).
L'association a compté plus de 4 000 membres. Après la formation de l'Union pan-soviétique des associations d'écrivains prolétariens (VOAPP) en 1928, la RAPP prend en son sein une position de leader.
À partir de 1930, tous les autres groupes littéraires sont pratiquement anéantis et la RAPP durcit le ton. Ainsi, sa résolution du 4 mai 1931 invitait tous les écrivains prolétariens à « mettre en avant les héros du plan quinquennal », et de faire rapport sur l'exécution de cet appel-circulaire dans un délai de deux semaines. La lutte pour le pouvoir à l'intérieur de la RAPP s'aggrave et les oppositions idéologiques s'accroissent. Cette situation conduit la direction du parti à interrompre son activité.
La RAPP et la VOAPP, comme un certain nombre d'autres organisations d'écrivains, sont dissoutes par un décret du comité central du PCUS(b) « Sur la restructuration des organismes littéraires et artistiques » du 23 avril 1932, sur conseil de Maxime Gorki. Une organisation unique, l'Union des écrivains soviétiques s'y substitue. Cependant, de nombreux dirigeants de RAPP, dont Alexandre Fadeïev et Vladimir Stavski continuent à y occuper des fonctions dirigeantes. La plupart des membres de la RAPP entrent dans l'Union des écrivains soviétiques. D'autres, accusés de trotskisme, sont emprisonnés ou fusillés, comme Leopold Averbach et Vladimir Kirchon.

## Idéologie
L'idéologie de la RAPP s'est exprimée dans la revue Au Poste littéraire (ru) (1925-1932), auparavant organe de presse du groupe Octobre. Le slogan « culture prolétarienne » remplace le slogan « apprend auprès des classiques ». La direction de l'organisation promeut pour les activités littéraires la formule « allié ou ennemi », récuse les écrivains compagnons de route, ou l'influence de Demian Bedny sur la poésie et appelle les travailleurs de choc à « entrer en littérature ». Elle est traversée par la lutte entre le parti communiste et les trotskistes. Sa ligne littéraire est avant tout un combat contre les thèses « liquidatrices »de Léon Trotski et d'Alexandre Voronski, qui niaient la possibilité de créer une culture et une littérature prolétarienne. Sa principale orientation littéraire est le psychologisme de « l'homme vivant », l'analyse psychologique de la formation des héros.
Dans l'histoire de la littérature, l'association est célèbre avant tout pour ses agressions contre les hommes de lettres, ne répondant pas, de son point de vue, aux critères constitutifs de l'écrivain soviétique (ru). La pression pour une « littérature du parti » était rejetée par des auteurs comme Mikhaïl Boulgakov, Vladimir Maïakovski, Maxime Gorki, Alexis Tolstoï et d'autres.